# Santiago Ziesmer
Santiago Ziesmer (Madrid, 25 luglio 1953) è un attore, doppiatore e conduttore radiofonico tedesco nato in Spagna. È noto per aver doppiato SpongeBob SquarePants nella serie animata e nei film, e Steve Buscemi in diversi suoi ruoli.

## Biografia

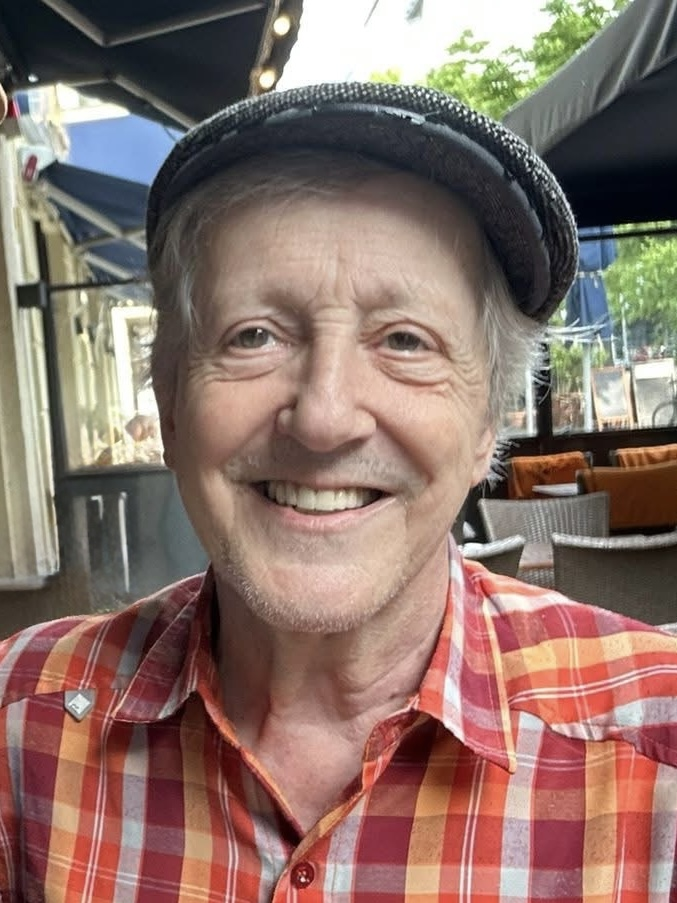
Santiago Ziesmer nel 2025

Ziesmer si è formato in recitazione dal 1972 al 1975 nello studio teatrale Hanny Herter di  Berlino. 
Dal 1973, ha recitato regolarmente in teatro.
È attivo anche come conduttore radiofonico in trasmissioni per bambini.
Non è sposato e non ha figli.

## Filmografia

### Cinema
- Der Gründer - regia di Eric Hordes (2012)

### Televisione
- Till, ragazzo di periferia (Till, der Junge von nebenan)  - serie TV (1967)
- Flirt von gestern - film TV - regia di Oswald Döpke (1975)
- Ein Mann will nach oben - serie TV (1978)
- Drei Damen vom Grill - serie TV (1985)
- Praxis Bülowbogen - serie TV (1987)
- Rivalen der Rennbahn - serie TV (9 episodi) (1989)
- Der Havelkaiser - serie TV (1994)
- Letzte Chance für Harry - film TV - regia di Karsten Wichniarz (1998)
- Hinter Gittern – Der Frauenknast - serie TV (21 episodi) (1998-2001)
- Schloss Einstein - serie TV (episodio 206) (2006)

## Doppiaggio

### Film
- Bruno Kirby in Good Morning, Vietnam
- Damon Wayans in Beverly Hills Cop - Un piedipiatti a Beverly Hills
- Anthony Sher in Erik il Vikingo
- Steve Buscemi in Barton Fink - È successo a Hollywood, Fuga da Los Angeles, Con Air, Armageddon - Giudizio finale, Unico testimone, Spy Kids 2 - L'isola dei sogni perduti, Missione 3D - Game Over, The Island, Delirious - Tutto è possibile, Io vi dichiaro marito e... marito, Youth in Revolt, Un weekend da bamboccioni, Rampart, On the Road, Un weekend da bamboccioni 2, L'incredibile Burt Wonderstone, Mr Cobbler e la bottega magica, Morto Stalin, se ne fa un altro, Charley Thompson, I morti non muoiono, Hubie Halloween
- Rob Schneider in Dredd - La legge sono io
- Michael Sheen in Mary Reilly
- Grant Heslov in Piume di struzzo
- Paul Reubens in Matilda 6 mitica
- David Thewlis in Il grande Lebowski
- Scalpel in Transformers - La vendetta del caduto

### Serie televisive
- Danny Woodburn in Seinfeld, iCarly, Bones
- Scott Lowell in Queer as Folk
- Alec Mapa in Doom Patrol

### Serie televisive d'animazione
- Ren Hoëk in The Ren & Stimpy Show (1991-1994)
- Wakko Warner in Animaniacs, Freakazoid!
- Ping Pong in Jim Bottone (1999-2000)
- Maurice in Tex Avery Show
- Vegeta in Dragon Ball Z (episodi 5-35) (2002)
- SpongeBob SquarePants in SpongeBob (2002-)
- Jeff Boomhauer in King of the Hill (2002-)
- Honeycutt/Fugtoid in Tartarughe Ninja
- Krypto in Krypto the Superdog
- Ashley in Scuola di vampiri
- Pollun in Pretty Cure
- Gigawatt in Teenage Robot
- Dr. Vellian Crowler in Yu-Gi-Oh! GX
- Akutsu in Yu-Gi-Oh! 5D's
- Bumblebee in Transformers: Animated (2007-2008)
- Inko Takasu in Toradora!
- Monokuma in Danganronpa: The Animation (2013)
- Clampdown in Transformers: Robots in Disguise
- Porky Pig in The Looney Tunes Show
- Phuddle in Mia and Me (2011-2018)
- Billy Numerous in Teen Titans Go!
- Jin Aizawa in Beyblade Burst (2016)
- Clancee in Ninjago (2016)
- Heimerdinger in Arcane (2021)
- Howard the Duck in What If...?  (2021,2023)
- Shimotsuki Yasuie in One Piece

### Film d'animazione
- Bugs Bunny in Chi ha incastrato Roger Rabbit (1988)
- Herald in La sirenetta (1989)
- Frankie la pulce in Tom & Jerry - Il film (1992)
- Talpa in South Park - Il film: più grosso, più lungo & tutto intero (1999)
- Don Archibaldo in Gli Abrafaxe e i pirati dei Caraibi (2001)
- Zenzy in Shrek, Shrek 3-D, Shrek 2, Shrek terzo, Shrekkati per le feste, Shrek e vissero felici e contenti, Il gatto con gli stivali 2 - L'ultimo desiderio (2001-2022)
- SpongeBob SquarePants in SpongeBob - Il film, SpongeBob - Fuori dall'acqua,SpongeBob - Amici in fuga, Plankton - Il film (2004-2025)
- Eddie in Rover e Daisy
- Zips in Plan Bee
- Bongo in Animals United (2010)
- Starscream in Transformers One (2024)

### Videogiochi
- Jorge in The Book of Unwritten Tales (2009)

## Doppiatori italiani
Nelle versioni italiane dei suoi ruoli da doppiatore è stato doppiato da:
- Federica Valenti in Jim Bottone
- Riccardo Peroni in Gli Abrafaxe e i pirati dei Caraibi